# Ahnenverlust

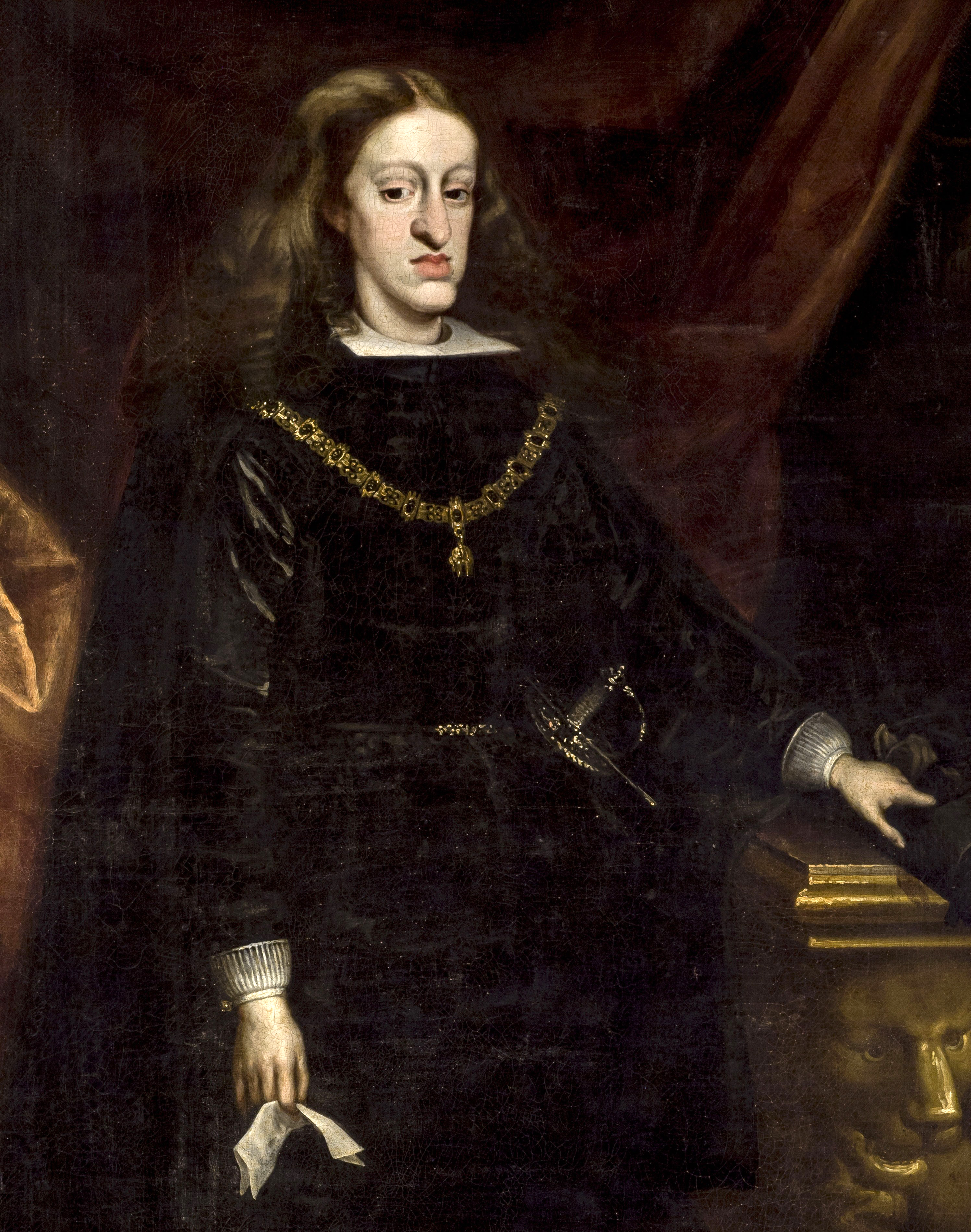
Karl II. von Spanien (1661–1700): Aufgrund von Ahnenverlust zählte seine 5. Vorfahren-Generation statt der möglichen 32 lediglich 10 verschiedene Personen. Von seinen 8 Urgroßeltern stammten 6 in direkter Linie von Johanna der Wahnsinnigen (1479–1555) ab.

Ahnenverlust (auch Ahnenschwund oder Implex) bezeichnet in der Genealogie den Unterschied zwischen der möglichen Gesamtzahl der Vorfahren (Ahnen) einer Person und der tatsächlichen Anzahl. Zum Ahnenverlust kommt es, wenn Verwandte miteinander Kinder haben, zum Beispiel durch Cousinenheirat, und dadurch ein und dieselbe Person zwei Positionen in der Ahnenliste einnimmt. Beispiele für starken Ahnenverlust finden sich bei lange Zeit isolierten Populationen, etwa bei Inselbewohnern, bei religiösen Minderheiten oder beim Hochadel. Geht man viele Generationen zurück, beispielsweise 30 oder 40, so ist bei allen Menschen die tatsächliche Anzahl der Ahnen wesentlich geringer als die Maximalanzahl.

## Erklärung

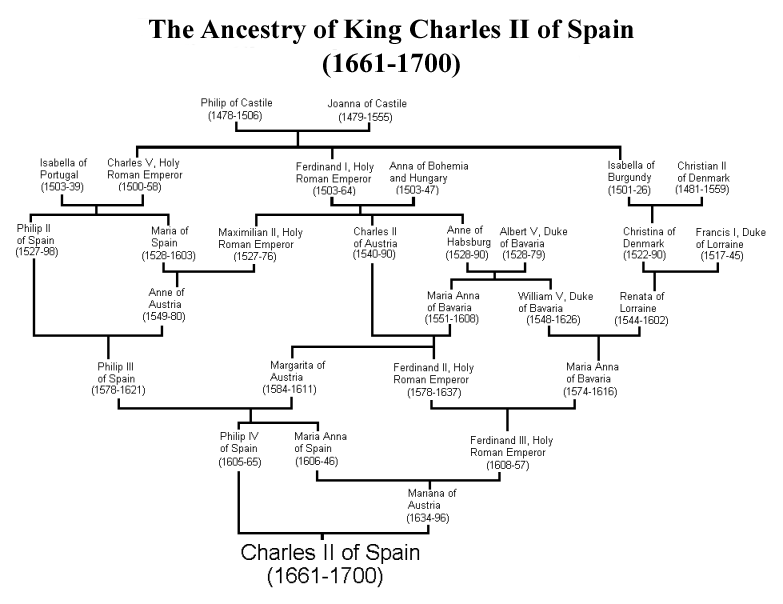
Ahnentafel Karls II.

Wie alle Lebewesen mit zweigeschlechtlicher Fortpflanzung haben auch Menschen zwei biologische Eltern. Auch jeder Elternteil hatte wiederum zwei Eltern, und so weiter. Die maximal mögliche Anzahl der Vorfahren einer Person in der n-ten zurückliegenden Generation beträgt also {\displaystyle 2^{n}}, beispielsweise für die Urgroßeltern (dritte zurückliegende Generation): {\displaystyle 2^{3}} = 2 × 2 × 2 = 8 verschiedene Urgroßelternteile (siehe dazu auch die Kekule-Nummern der Generationsbezeichnungen). Hinzu kommen noch einmal ({\displaystyle 2^{n}}− 2) Ahnen in den dazwischenliegenden Generationen (hier: 2 Elternteile + 4 Großelternteile, zusammen {\displaystyle 2^{3}}− 2 = 6 Ahnen). Zu Ahnenverlust kommt es, wenn Verwandte miteinander Kinder haben. Die Nachkommen haben dann weniger Ahnen als die maximal mögliche Anzahl (siehe auch Cousinenheirat, Verwandtenheirat). Waren die Eltern einer Person Cousins 1. Grades, haben ihre eigenen Kinder einen Ahnenverlust von etwa 25 %, da sie bereits in ihrer Vorfahren-Generation der Großeltern nur sechs Ahnen haben statt insgesamt acht verschiedenen: Jeweils zwei Großelternteile sind identisch, weil sie die Eltern von einem Geschwisterpaar sind. Diese Verringerung (Schwund) setzt sich in sämtlichen zurückliegenden Generationen fort.
Bei der Geschwisterehe kommt es bereits in der zweiten Generation zum Ahnenverlust, da der Proband nicht vier, sondern nur zwei Großeltern hat. Da in den meisten menschlichen Gesellschaften ein Inzesttabu gilt, tritt Ahnenverlust normalerweise frühestens in der dritten Generation auf, in der Regel aber erst in späteren Generationen. In diesen Fällen treten Geschwister als Ahnen auf, so dass in der nächsten Generation deren Eltern mehrfach als Ahnen auftreten. Es kann auch vorkommen, dass eine Person in verschiedenen Generationen als Ahn auftritt. Dadurch verringert sich die Anzahl der tatsächlich verschiedenen gegenüber der Zahl der theoretisch möglichen Vorfahren, woraus sich der Inzuchtkoeffizient der Ahnenliste schätzen lässt.
Beispiel: Bis zur dritten Generation hat eine Person 14 Ahnen (2 Elternteile, 4 Großeltern und 8 Urgroßeltern) – hätte es zwischen denen eine Cousinenheirat mit Nachwuchs gegeben, würde einer von ihnen zwei Positionen in der Ahnenliste einnehmen, sodass nur 13 unterscheidbare Ahnen übrigblieben.
Betrachtet man lange Generationenfolgen und denkt man auch an die Ahnengemeinschaft der Menschheit, so ist Ahnenverlust ein selbstverständlicher und unvermeidbarer Vorgang. Setzt man eine Generation mit 25 Jahren an, so liegt das Jahr 1000 n. Chr. etwa 40 Generationen zurück. Ein heutiger Mensch hätte rechnerisch in der 40. zurückliegenden Generation 240 Ahnen, das sind über eine Billion Menschen (die 1. bis 39. zurückliegende Generation zusammengenommen etwa eine weitere Billion Ahnen). So viele Menschen haben damals aber gar nicht gelebt.
Ist in einer Ahnentafel ein Vater wegen der Unehelichkeit des Kindes nicht bekannt, so führt dies in der Ahnentafel zu einem Wegfall einer gesamten Ahnenlinie. In den meisten Fällen handelt es sich um einen scheinbaren Ahnenverlust. Der Vater, und somit dessen Vorfahren, sind lediglich unbekannt.
Auch in der Tierzucht kann Ahnenverlust eine Rolle spielen, so wird beispielsweise in der Hundezucht der sogenannte Ahnenverlustkoeffizient eines Individuums errechnet.

## Ahnenverlust bei verschiedenen Verwandtschaftsgraden
Die größtmögliche Verringerung von Ahnen hat eine Person, deren Elternteile selber voneinander abstammen, deren einer Elternteil also Kind oder Enkel des anderen ist (siehe auch Inzestverbot). Wenn beispielsweise ein Vater mit seiner (biologischen) Tochter ein Kind zeugt, überlagern sich für dieses Kind die vaterseitigen und die mutterseitigen Verwandtschaftsbeziehungen vollständig: Der Großvater väterlicherseits (Vater des Vaters) ist gleichzeitig der Urgroßvater mütterlicherseits (Großvater der Mutter), die Großmutter väterlicherseits ist gleichzeitig die Urgroßmutter mütterlicherseits; vier Ahnenpositionen werden von nur zwei Vorfahren eingenommen, und so fort. Außerdem ist sein Vater gleichzeitig sein Großvater (da Vater seiner Mutter), sein Großvater gleichzeitig sein Urgroßvater, und so weiter in aufsteigender Folge.
Einen 50-prozentigen Ahnenschwund hat eine Person, deren Eltern vollbürtige Bruder und Schwester sind (siehe auch Geschwisterehe): Auch bei ihr sind die vater- und die mutterseitige Verwandtschaft deckungsgleich, da ihre Eltern dieselbe Mutter und denselben Vater haben. Da alle Vorfahren der Person gleichzeitig zwei Positionen in ihrer Ahnenliste belegen, halbiert sich die Gesamtzahl ihrer faktischen Ahnen – es fehlt der komplette Verwandtschaftsbaum eines nicht mit dem anderen verwandten Elternteils. Der Ahnenschwund deckt sich hier mit dem Verwandtschaftskoeffizienten von vollbürtigen Geschwistern: 0,5 = 50 %.
Den drittgrößten Ahnenverlust haben Nachkommen von Onkel-Nichte- oder Neffe-Tante-Verbindung (Beispiel: Onkel-Nichte-Ehen in der Bibel); er deckt in sich etwa mit dem Ahnenschwund der Nachkommen aus einer Verbindung von Halbgeschwistern oder einem Großelternteil mit seinem Enkelkind.

## Beispiele

### Hochadel
Da bei Adligen die Vorfahren besonders gut dokumentiert und publiziert sind und aus Gründen der Ebenbürtigkeit und des Erbrechts Ehen zwischen nahen Verwandten besonders häufig waren, beziehen sich die meisten Beispiele der Literatur auf Angehörige europäischer Herrschergeschlechter.
Ein Paradebeispiel von Ahnenverlust ist Alfons XII. von Spanien, dessen Großväter Brüder und dessen Großmütter Schwestern waren. Er hat dadurch nur 4 Urgroßeltern (statt 8), da beide Urgroßelternpaare sowohl auf der väterlichen als auch auf der mütterlichen Seite erscheinen. Somit haben seine Eltern Francisco de Asís de Borbón und Isabella II. zusammen nur 4 Großeltern und weisen dadurch einen Genpool auf, der normalerweise nur bei Geschwistern zu finden ist. Der Ahnenverlust wird zusätzlich noch dadurch verstärkt, dass die beiden Großmütter Luisa Carlota von Neapel-Sizilien und Maria Christina von Neapel-Sizilien zugleich die Nichten ihrer Ehemänner Francisco de Paula de Borbón und Ferdinand VII. von Spanien (also der beiden Großväter von Alfons XII.) waren, was zur Folge hat, dass Karl IV. von Spanien und seine Frau Maria Luise von Bourbon-Parma jeweils gleichzeitig die Urgroßeltern und die Ururgroßeltern von Alfons XII. waren, und zwar sowohl auf väterlicher als auch auf mütterlicher Seite.
Ein weiteres besonders deutliches Beispiel von Ahnenverlust im Hochadel ist Karl II. von Spanien, dessen sämtliche Urgroßeltern (teilweise mehrfach) von Johanna von Kastilien (Johanna der Wahnsinnigen) abstammten, dabei hatte er nur 6 Urgroßeltern, da die „fehlenden“ 2 Urgroßeltern bereits als Großeltern in seiner Ahnentafel auftreten. In der 5. Generation (Urururgroßeltern) treten nur 10 neue Personen auf, die restlichen 22 (von insgesamt möglichen 32) sind bereits in der 4. Generation vorhanden oder treten mehrfach in der 5. Generation auf.
Für Friedrich den Großen, Maria Theresia und August den Starken lässt sich der Ahnenverlust absolut und in Prozent über 12 Generationen ermitteln (nach den Veröffentlichungen Erich Brandenburgs 1934–1937). Und auch bei heutigen Mitgliedern des Hochadels wie dem spanischen König Felipe oder König Harald V. von Norwegen lässt sich der Ahnenschwund deutlich erkennen:
| Vorfahren-Generation            | 1.  | 2.  | 3.   | 4.   | 5.   | 6.   | 7.   | 8.   | 9.   | 10.  | 11.  | 12.  |
| ------------------------------- | --- | --- | ---- | ---- | ---- | ---- | ---- | ---- | ---- | ---- | ---- | ---- |
| Theoretische Ahnenzahl          | 2   | 4   | 8    | 16   | 32   | 64   | 128  | 256  | 512  | 1024 | 2048 | 4096 |
| Tatsächliche Zahl der Vorfahren |     |     |      |      |      |      |      |      |      |      |      |      |
| Friedrich der Große             | 2   | 4   | 6    | 10   | 18   | 35   | 63   | 118  | 201  | 357  | 627  | 1108 |
| Ahnenverlust                    | 0 % | 0 % | 25 % | 38 % | 44 % | 45 % | 51 % | 54 % | 61 % | 65 % | 69 % | 73 % |
| Maria Theresia                  | 2   | 4   | 8    | 16   | 26   | 50   | 74   | 113  | 158  | 238  | 351  | 569  |
| Ahnenverlust                    | 0 % | 0 % | 0 %  | 0 %  | 19 % | 22 % | 42 % | 56 % | 69 % | 77 % | 83 % | 87 % |
| August der Starke               | 2   | 4   | 8    | 14   | 23   | 39   | 52   | 74   | 122  | 196  | 302  | 499  |
| Ahnenverlust                    | 0 % | 0 % | 0 %  | 13 % | 28 % | 39 % | 59 % | 71 % | 76 % | 81 % | 85 % | 88 % |
| Karl II. von Spanien            | 2   | 4   | 6    | 10   | 10   | 18   | 32   | 55   | 88   | 146  | 239  | 374  |
| Ahnenverlust (Grafik oben)      | 0 % | 0 % | 25 % | 38 % | 69 % | 72 % | 75 % | 79 % | 83 % | 86 % | 88 % | 90 % |
| Alfons XII. von Spanien         | 2   | 4   | 4    | 6    | 8    | 16   | 28   | 50   | 72   | 114  | 180  | 296  |
| Ahnenverlust                    | 0 % | 0 % | 50 % | 63 % | 75 % | 75 % | 78 % | 81 % | 86 % | 89 % | 91 % | 92 % |
| Felipe VI. von Spanien          | 2   | 4   | 8    | 16   | 26   | 42   | 55   | 76   | 124  | 209  | 298  | 453  |
| Ahnenverlust                    | 0 % | 0 % | 0 %  | 0 %  | 19 % | 34 % | 57 % | 70 % | 76 % | 79 % | 85 % | 88 % |
| Harald V. von Norwegen          | 2   | 4   | 6    | 10   | 18   | 34   | 61   | 97   | 147  | 214  | 319  | 411  |
| Ahnenverlust                    | 0 % | 0 % | 25 % | 38 % | 44 % | 47 % | 52 % | 62 % | 70 % | 77 % | 82 % | 88 % |
| Jean von Nassau                 | 2   | 4   | 6    | 12   | 24   | 44   | 64   | 112  | 188  | 314  | 440  | 595  |
| Ahnenverlust                    | 0 % | 0 % | 25 % | 25 % | 25 % | 31 % | 50 % | 56 % | 63 % | 69 % | 78 % | 85 % |
| Henri von Nassau                | 2   | 4   | 8    | 14   | 25   | 46   | 81   | 123  | 203  | 307  | 493  | 702  |
| Ahnenverlust                    | 0 % | 0 % | 0 %  | 12 % | 22 % | 28 % | 37 % | 52 % | 60 % | 69 % | 75 % | 82 % |
| Theoretische Ahnenzahl          | 2   | 4   | 8    | 16   | 32   | 64   | 128  | 256  | 512  | 1024 | 2048 | 4096 |
| Vorfahren-Generation            | 1.  | 2.  | 3.   | 4.   | 5.   | 6.   | 7.   | 8.   | 9.   | 10.  | 11.  | 12.  |

### Most Recent Common Ancestor
Eine Konsequenz des Ahnenschwundes ist das überraschend frühe Datum des letzten gemeinsamen Vorfahren, des Most recent common ancestor (MRCA). Für jede Population existiert zu jedem Zeitpunkt ein solcher spätester gemeinsamer Vorfahre, von dem alle lebenden Individuen in direkter Linie abstammen. Wann dieser Vorfahre lebte, lässt sich mit statistischen Methoden abschätzen. Unter der Annahme der Panmixie, d. h., dass Paarungen zufällig verteilt über die gesamte Population stattfinden, kommt der Statistiker Joseph T. Chang zu der Näherungsformel
{\displaystyle T_{n}\approx \log _{2}(n)}.
Dabei ist {\displaystyle T_{n}} die Anzahl der Generationen bis zum MRCA in einer Population der Größe {\displaystyle n}. Das Auftreten des Logarithmus in der Formel bewirkt, dass massive Änderungen der Populationsgröße nur geringe Auswirkungen auf die Zahl der Generationen haben, eine Verdoppelung führt lediglich zu einer zusätzlichen Generation. Für die heutige Weltbevölkerung von etwa acht Milliarden führt diese Formel zu 33 Generationen, also etwa 1000 Jahren.
Für die Weltbevölkerung ist Panmixie natürlich keine realistische Annahme: Räumliche Trennung sowie soziale, sprachliche, religiöse und kulturelle Barrieren verhindern oder erschweren Paarungen. Aufgrund von realistischeren Modellrechnungen, die die Isolation von Subpopulationen berücksichtigen, kommt Chang gemeinsam mit D. Rohde und S. Olson zu dem Schluss, dass der MRCA wahrscheinlich vor einigen Tausend Jahren lebte:

„Given the remaining uncertainties about migration rates and real-world mating patterns, the date of the MRCA for everyone living today cannot be identified with great precision. Nevertheless, our results suggest that the most recent common ancestor for the world’s current population lived in the relatively recent past—perhaps within the last few thousand years.“

### Karl der Große als Vorfahr aller lebenden Europäer
Betrachtet man nur die europäische Bevölkerung, so ist aufgrund der häufigen Migrationswellen und der größeren Durchmischung ein späterer MRCA zu erwarten. Die mit statistischen Methoden ermittelten Voraussagen werden durch genetische Untersuchungen gestützt: Ralph und Coop finden, dass zu erwarten ist, dass Europäer auch mit Personen am anderen Ende Europas Millionen von Vorfahren innerhalb der letzten Tausend Jahre gemeinsam haben:

“… individuals from opposite ends of Europe are still expected to share millions of common genealogical ancestors over the last 1,000 years.”

Es ist damit zwar ziemlich sicher, dass die meisten heutigen Europäer zahlreiche – allerdings nicht konkret benennbare – Vorfahren miteinander teilen; dies bedeutet allerdings keineswegs, dass alle heute lebenden Europäer von einer ganz bestimmten Person, etwa Karl dem Großen abstammen, der vor mehr als 1200 Jahren lebte (oder – im englischen Sprachraum – „dass alle Briten von König Edward I. (oder wahlweise Alfred dem Großen) abstammen“), was gleichwohl immer wieder (vor allem in Internetforen) behauptet wird.
Es ist leicht zu berechnen, dass jeder Mensch maximal (also ohne Ahnenverlust) vor n Generationen 2n Vorfahren hat. Vor 30 Generationen wären dies 230, also über eine Milliarde Vorfahren. Dies ist deutlich mehr als die gesamte Weltbevölkerung vor zirka 750 Jahren, so dass damit der rechnerische Nachweis erbracht ist, dass innerhalb dieser Zeitspanne jeder Mensch von Ahnenschwund betroffen sein muss. Behauptungen, dass jeder Mensch von einem bestimmten Menschen vor dieser Zeit abstammen muss, beruhen indes nicht auf Statistik, sondern auf der irrigen Annahme, die Voreltern seien unter den damals lebenden Menschen gleichmäßig verteilt gewesen. Damit würde der Proband jedoch ebenso häufig von Karl dem Großen wie von einem kinderlosen Zeitgenossen Karls abstammen, was offensichtlich nicht der Fall ist.
Zu quantitativen Aussagen führen stark vereinfachte Rechenmodelle, die eine bestimmte statistische Verteilung (hier eine Poisson-Verteilung) durch eine Reihe von Annahmen erzwingen, etwa:
- eine homogene Populationsvermischung (der Fischhändler aus Hamburg heiratet die bayerische Sennerin; die fränkische Adlige heiratet einen Schmied aus Württemberg; in Breslau heiratet ein katholischer Bürger eine jüdische Bürgerin)
- eine homogen wachsende Population (keine Einwanderung, gleiche Überlebenschancen für alle)

Jedoch bilden diese Modelle die Wirklichkeit nicht gut ab.

### Mitochondriale Eva
Einen neuen Zugang zum Thema Ahnenverlust bilden genetische Untersuchungen, die seit etwa 1990 unter dem Thema mitochondriale Eva erarbeitet wurden. Diese Daten legen nahe, dass alle heute lebenden Menschen von einer einzigen Frau abstammen und damit alle untereinander blutsverwandt sind (siehe auch Adam des Y-Chromosoms).

## Ahnenverlust versus Inzucht
Besonders in der Hundezucht wird gelegentlich der sogenannte Ahnenverlustkoeffizient (AVK) als Maß für die Inzucht eines Individuums verwendet. Dazu berechnet man den Quotienten aus vorhandenen ({\displaystyle A_{v}})
und maximal möglichen Ahnen ({\displaystyle A_{m}}) über eine definierte Anzahl Generationen. Die Differenz zwischen dem Resultat und 1 (beziehungsweise 100 %) entspricht dem gesuchten Wert.
{\displaystyle \mathrm {A\!VK} =1-{\frac {A_{v}}{A_{m}}}}
Im Gegensatz zum Inzuchtkoeffizienten berücksichtigt der Ahnenverlustkoeffizient allerdings nicht, wie eng Vater- und Muttertier miteinander verwandt sind (siehe Verwandtschaftskoeffizient). Bei ingezüchteten, aber nicht eng miteinander verwandten Elterntieren kann dies dazu führen, dass der Nachwuchs einen hohen Ahnenverlust-, aber gleichzeitig einen niedrigen Inzuchtkoeffizienten aufweist.
Da der Grad der Inzuchtdepression sich nach dem Homozygotie-Grad richtet, welcher wiederum durch den Inzuchtkoeffizienten gemessen wird, ist in solchen Fällen dem Inzuchtkoeffizienten mehr Bedeutung beizumessen als dem Ahnenverlust. Der Ahnenverlustkoeffizient liefert also bestenfalls einen Schätzwert, schlimmstenfalls aber völlig sinnlose Angaben zur wahren Inzucht. Er wird daher in der wissenschaftlichen Genetik nicht verwendet.